# Diphlebia hybridoides
Diphlebia hybridoides – gatunek ważki równoskrzydłej z rodziny Lestoideidae.
Samiec ma skrzydła z lub bez brązowej przepaski poprzecznej, a odwłok o terga IV–VI w większości niebieskich lub szarych, a dziesiątym czarnym. Odwłok samic pozbawiony jest wyraźnej linii środkowej na terga II–VII, a segment dziesiąty jest całkiem czarny. Larwy mają skrzelotchawki długości ⅓ ciała, a nasadową krawędź prementum z grupą zaokrąglonych guzków. Ich ciało dochodzi do 21 mm.
Gatunek zasiedla strumienie gęstych lasów deszczowych w północno-wschodniej Australii.